# Alois Pokorný (odbojář)
Alois Pokorný (3. dubna 1928 Tišnov – 18. prosince 1952 Věznice Pankrác) byl český student a protikomunistický odbojář odsouzený v politickém procesu komunistickým režimem k trestu smrti a v roce 1952 popraven.

## Životopis
Narodil se v roce 1928 v Tišnově. V mládí byl členem skautské organizace Junák a Svazu lidových muzikantů. Po absolvování tišnovského reálného gymnázia začal studovat na farmaceutické fakultě v Brně. Na té pak studoval asi rok. Ideově byl sociálním demokratem.
Po komunistickém převratu v roce 1948 se stal protikomunistickým odbojářem, přičemž v rámci své činnosti shromažďoval zbraně a šířil protirežimní letáky. Od dubna 1950 se musel skrývat, přičemž úkryt nalezl v Křížovicích. V květnu 1951 v potyčce usmrtil Františka Mrkvu. Zatčen byl v červenci 1951. V červnu 1952 jej v politickém procesu konaném v červnu 1952 Státní soud v Praze odsoudil k trestu smrti. Pokorný proti rozsudku podal odvolání, které bylo zamítnuto. Popraven tak byl v prosinci 1952.

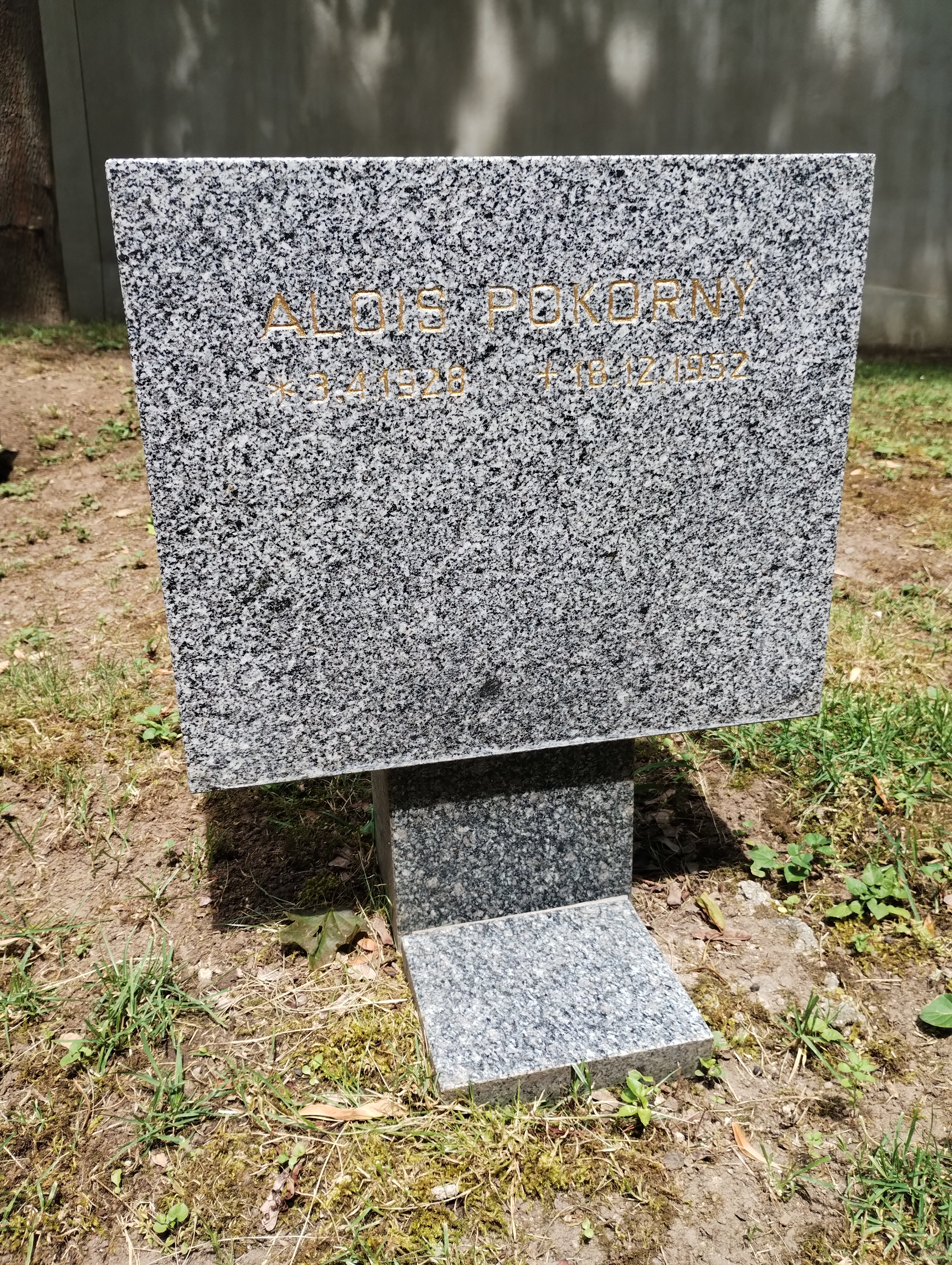
Symbolický náhrobek A. Pokorného na Čestném pohřebišti v Ďáblicích

Podle vyšetřování z roku 1993 jednal Pokorný v sebeobraně a střelba na Mrkvu byla v tomto smyslu oprávněná. V Tišnově jeho památku připomíná pamětní deska umístěná na kameni.